# V849 Геркулеса
V849 Геркулеса (лат. V849 Herculis) — карликовая новая, двойная катаклизмическая переменная звезда типа U Близнецов (UG:) или новоподобная, катаклизмическая переменная звезда (NL) в созвездии Геркулеса на расстоянии приблизительно 3483 световых лет (около 1068 парсек) от Солнца. Видимая звёздная величина звезды — от +15,5m до +15m. Орбитальный период — около 0,1313 суток (3,15 часа).
Открыта Ричардом Грином в 1986 году*.

## Характеристики
Первый компонент — аккрецирующий белый карлик спектрального класса sdB. Масса — около 0,75 солнечной*. Эффективная температура — около 9546 K.
Второй компонент — красный карлик спектрального класса M. Масса — около 0,2 солнечной*.